# ميدوين بيتيغي
ميدوين بيتيغي (Medwin Biteghé) لاعب كرة قدم غابوني من مواليد 1 سبتمبر 1996. يجيد اللعب في مركز الوسط في نادي جدة السعودي.

## وصلات خارجية
- ميدوين بيتيغي على موقع قاعدة بيانات كرة القدم.إي يو (الإنجليزية)
- ميدوين بيتيغي على موقع ناشيونال فوتبول تيمز (الإنجليزية)
- ميدوين بيتيغي على موقع Soccerway.com (الإنجليزية)